# Jambon d'ours
Le jambon d'ours est un type de jambon fabriqué à partir de viande d'ours. Il peut être servi en entrée. Le jambon d'ours est fabriqué à partir des pattes de l'ours et peut être fumé ou séché à l'air libre. Il se consomme cuit ou cru.
Le jambon d'ours est courant en Russie, dans certains pays européens et États américains et est traité de la même manière que le jambon de porc. Toutes les recettes de jambon de porc conviennent au jambon d'ours.
Un livre de cuisine germano-américain de 1891 en donne la description suivante : « Le jambon d'ours (patte d'ours) est rôti comme le sanglier. Cependant, on fait des incisions de quelques centimètres dans le sens de la longueur avec un couteau tranchant, dans chacune desquelles on fait couler quelques gouttes de jus de citron. Il est accompagné d'une sauce à la moutarde ou d'une sauce à la diable chaude. Il est le plus souvent préparé par curiosité, ce n'est pas un mets délicat. »